# Peter Nilsson (fotbollsspelare)
Peter Nilsson, född 8 augusti 1958 i Lycksele i Västerbotten, är en före detta svensk fotbollsspelare (mittfältare) som bland annat spelade som proffs i belgiska Club Brugge KV och gjorde 35 A-landskamper.

## Spelarkarriär

### Tidiga år
Nilsson inledde sin spelarkarriär i Lycksele IF där han debuterade i A-laget som 16-åring och även i det svenska juniorlandslaget. Under denna period klättrade klubben från division 4 till division 1 1977.

### Debut i Allsvenskan och Landslaget
1978 värvades Nilsson av legendaren Stig Svensson till Östers IF. Under de fyra säsonger han stannade vann klubben Allsvenskan och SM-guld 1978, 1980 samt 1981. Prestationen i klubblaget gjorde att han också fick göra debut i A-landslaget; detta som 20-åring i en träningslandskamp mot Sovjet i februari 1979 (förlust 2–0). Totalt blev det 35 landskamper men aldrig något EM- eller VM-slutspel för norrlänningen.

### Proffs och hem igen
Nilsson blev efter guldet i Allsvenskan 1981 proffs i Club Brugge i Belgien där han fick några lärorika år utan att vinna några titlar. 1984 lockades han av ytterligare en småländsk klubb, Kalmar FF, hem till Sverige och Allsvenskan igen. Här blev han serietvåa med klubben 1985 men sedan utslagen i SM-slutspelets semifinal.
Nilsson lämnade Kalmar efter att laget åkt ur division 1 1987 för att avsluta karriären i allsvenska Örebro SK 1988-1991.

## Tränarkarriär
Nilsson har bland annat tränat Västerås SK (1998-1999) i dåvarande division 1. Han avgick dock under hösten 1999 då laget var nära en negativ kvalplats. 2014 återupptog Peter sin karriär som tränare, i Stala IF i en av de lägre divisionerna.

## Spelstil
Nilsson var en allround central mittfältare (vänsterfotad) med passningsspelet som främsta kvalitet.[källa behövs]

## Meriter
- SM-guld 1978, 1980, 1981 (Östers IF)
- 35 A-landskamper 1979-1984
- Stor Grabb i svensk Fotboll

### Webbkällor
- Statistik från tiden i Örebro SK